# Dune II – Kampf um Arrakis
Dune II – Kampf um Arrakis (Originaltitel: Dune II – The Building of A Dynasty; englischer Titel in Europa: Dune II – Battle for Arrakis) ist ein Computerspiel, das 1992 von Westwood Studios entwickelt wurde. Das Spiel realisierte einen bis dahin sowohl für Spielkonsolen als auch für PCs weitgehend unbekannten Spielablauf und trug somit entscheidend zur Verbreitung des heute als Echtzeit-Strategiespiel bekannten Spiele-Genres bei.

## Spielprinzip und Hintergrund
Die Geschichte und Konzepte des Spiels basieren eher lose auf Frank Herberts Roman Der Wüstenplanet, optisch auf David Lynchs Verfilmung und Elementen aus der als nicht-kanonisch betrachteten Dune Encyclopedia (z. B. Haus Ordos).
Der Spieler hat die Möglichkeit, im Namen dreier sogenannter Hoher Häuser um die Herrschaft über den Wüstenplaneten Arrakis zu kämpfen. Zur Auswahl stehen die Häuser der edlen Atreides und der bösen Harkonnen, die beide auch aus dem Roman bekannt sind, sowie das Haus der hinterhältigen Händlersippe Ordos, das nur in der Dune-Enzyklopädie von Willis E. McNelly aus dem Jahr 1984 am Rande erwähnt wird. Hat sich der Spieler für ein Haus entschieden, so besteht seine Aufgabe darin, in verschiedenen Missionen eines Feldzuges (Kampagne) mit steigenden Schwierigkeitsgraden eine Basis aufzubauen, Spice (in den Romanen und Filmen Gewürz oder auch Melange genannt) zu sammeln und eine Armee aufzustellen. Das Spiel gilt als gewonnen, sobald das eigene Haus den gesamten Planeten beherrscht.

## Entwicklungsgeschichte
Dune II – Kampf um Arrakis wurde 1992 von Virgin Interactive produziert und vertrieben und von Westwood Studios entwickelt.
Laut Virgin-Interactive-Vize-Präsident Stephen Clarke-Willson 1998 begann die Entwicklung von Dune II, als sich ein Abbruch der Entwicklung von Cryo Interactive Entertainments Abenteuerspiel Dune abzeichnete, worauf ihm die Aufgabe übertragen wurde, herauszufinden, was mit der Dune-Lizenz anzufangen sei. Nachdem er das Buch Dune gelesen hatte, entschied er, dass von einem spielerischen Gesichtspunkt aus die Herausforderung der Kampf um die Kontrolle des Spice (Melange) sei, also ein Ressourcen-fokussiertes Strategiespiel eine passende Idee sei. Zu diesem Zeitpunkt zeigte der Angestellte Graeme Devine (welcher später The 7th Guest entwickelte) jedem im Virgin Büro den Echtzeitstrategiespiel-Vorläufer Herzog Zwei von 1989. Daraufhin trat man mit den Westwood Studios in Kontakt und schlug diesen vor, ein Ressourcen-fokussiertes Dune-Strategiespiel zu entwickeln und Herzog Zwei als Inspirationsquelle zu verwenden. Da sich später herausstellte, dass Cryo das Spiel doch fertigstellen konnte, wurde Westwoods Spiel dann als Dune II veröffentlicht.
Westwood-Studios-Mitgründer und Dune-II-Produzent Brett W. Sperry sagte 2008 dagegen, die Konzeptfindung für Dune II begann, als der Virgin-Präsident Martin Alper auf ihn mit dem Angebot einer Dune-Lizenz zur Entwicklung eines Computerspiels zukam, mit dem Verständnis, dass Cryos Dune abgebrochen werden würde. Sperry gab an, die Inspiration für das Dune-II-Spieldesign sei teilweise von Populous und von Eye of the Beholder gekommen. Der wichtigste Anstoß sei allerdings eine Diskussion mit Chuck Kroegel gewesen. Der damalige Vize-Präsident von Strategic Simulations behauptete, dass das Kriegsspielgenre auf dem absteigenden Ast sei. Sperry sah dies als persönliche Herausforderung an und versuchte ein modernes Kriegsspiel mit modernen Bedienkonzepten zu entwickeln. Auch er gab Herzog Zwei als Inspiration an, jedoch als weitere wichtige Inspiration die GUI des Mac, welche ihn auf die Idee brachte, ein kontextsensitives Spielfeld zu entwerfen, welches primär mit der Maus bedient wird. Während der Entwicklung stellte sich heraus, dass Cryo es schaffte, ihr Spiel als erste fertigzustellen, was Virgin dazu brachte, es als Dune und Westwoods Spiel als Dune II zu veröffentlichen, trotz Sperrys Protest gegen die Entscheidung. Jedoch wird im Abspann von Dune auf Westwoods Dune II hingewiesen: „DUNE II – Coming Soon“.
Das Haus Ordos wird im Expanded Universe der Dune Encyclopedia von Willis E. McNelly als Hohes Haus erwähnt, jedoch nicht, dass es sich um eine Händlerfamilie von einem Eisplaneten handelt. Westwood Studios änderte zudem in Dune II das Wappen der Ordos (zwei gekreuzte Knochen mit Efeuranke auf gelbem Grund) in jenes des ebenfalls in der Dune Encyclopedia aufgeführten Haus Wallach ab. Auch wurde von dort das Widderkopf-Wappen für das Haus Harkonnen übernommen, obwohl es laut Frank Herberts Die Ketzer des Wüstenplaneten eigentlich einen blauen Greifen (in der dt. Übersetzung fälschlicherweise einen Falken) als Wappentier hat. Das Atreides-Wappen wurde daraus eins zu eins übernommen.

Wappen von Haus Atreides in der Dune Encyclopedia
Nicht buchgetreues Widderkopf-Wappen von Haus Harkonnen in der Dune Encyclopedia
Eigentliches Wappen von Haus Ordos in der Dune Encyclopedia
Wappen von Haus Wallach in der Dune Encyclopedia, welches für die Ordos verwendet wurde

Nach der ursprünglichen PC-Version erschien das Spiel 1993 beziehungsweise 1994 für den Amiga und Segas Videospielkonsole Mega Drive. Das Spiel wurde unter dem Titel Dune II: The Building of a Dynasty auf dem amerikanischen Markt und als Dune II: Battle for Arrakis bzw. deutsch Dune II: Kampf um den Wüstenplaneten in Europa und in der Mega-Drive-Version vertrieben.
Die letzte durch Westwood veröffentlichte Version des Spiels für den PC war die 1.07, die jedoch noch nicht völlig fehlerfrei war, weswegen Fans später inoffizielle Patches bereitstellten.

### Nachfolger
Dune II beeinflusste Westwoods nachfolgende Eigenentwicklung Command & Conquer signifikant. Für C&C wurde beispielsweise das Dune-II-Konzept einer einzigen Ressource, um die sich der Machtkampf dreht, direkt übernommen.
Direkte Nachfolger von Dune II sind Westwoods Dune 2000 aus dem Jahr 1998, ein Remake des ursprünglichen Spielprinzips und auf einer Weiterentwicklung der Command-&-Conquer-Technik basierend, sowie Emperor: Schlacht um Dune aus dem Jahr 2001, das erstmals in der Seriengeschichte eine Polygongrafik verwendete. Beide Spiele konnten jedoch nicht an den Erfolg von Dune II anknüpfen. Im Jahr 2001 veröffentlichte Cryo Interactive Entertainment das 3D-Action-Adventure Frank Herbert’s Dune für PC und PlayStation 2, das an die gleichnamige TV-Miniserie angelehnt ist.

## Rezeption

### Bedeutung für die Computerspielbranche
Der neuartige und komplexe Spielverlauf verhalf Dune II zu großem kommerziellen Erfolg und begründete dessen Ruf, das erste Echtzeit-Strategiespiel zu sein, obwohl es Vorläuferspiele (wie etwa Herzog Zwei oder Mega lo Mania) gab, die viele Teilaspekte späterer Echtzeit-Strategiespiele abbildeten. Dune II verband aber als erstes Computerspiel mehrere unterschiedliche Fraktionen, Basenbau- und Rohstoff-Management und eine direkte Steuerung des Echtzeitgeschehens. Zudem war Dune II eines der ersten Spiele mit deutscher Sprachausgabe und intuitiver direkter Maussteuerung der Einheiten, inspiriert vom Look and Feel des Mac.
Westwoods bedeutendster Konkurrent im Genre der Echtzeit-Strategie, Blizzard Entertainment, wurde durch Dune II zur Entwicklung von Warcraft: Orcs & Humans animiert, hauptsächlich, weil das Team einen Mehrspielermodus vermisste. Für den ersten Technikprototyp nutzte der Blizzard-Programmierer Patrick Wyatt noch Originalgrafiken aus Dune II und bezeichnete die frühen Entwicklungsphasen weitestgehend als Klon. Auch Chris Taylor bezeichnete Dune II zusammen mit Command & Conquer als die maßgeblichen Einflüsse, die ihn dazu veranlassten, Spielepublisher Electronic Arts zu verlassen und seinerseits das Echtzeit-Strategiespiel Total Annihilation zu entwickeln.
Auch die englische Genrebezeichnung real-time strategy game wird auf Dune II zurückgeführt. Der Spielentwickler Brett W. Sperry prägte ihn für die Vermarktung des Spiels.

### Weitergehende Wahrnehmung
2011 wurde Dune II nach einer öffentlichen Abstimmung zu den 80 Spielen gewählt, die das Smithsonian American Art Museum in seiner Ausstellung The Art of Video Games präsentierte. Es steht darin stellvertretend für die künstlerische Gestaltung bei Spielen für die Mega-Drive-Konsole.